# Comuna Bilopil, Lokaci
Bilopil (în ucraineană Білопіль) este o comună în raionul Lokaci, regiunea Volînia, Ucraina, formată din satele Bilopil (reședința) și Kutî.

## Demografie
Componența lingvistică a satului Bilopil
     Ucraineană (99,6%)
     Alte limbi (0,4%)
Conform recensământului din 2001, majoritatea populației satului Bilopil era vorbitoare de ucraineană (99,6%), existând în minoritate și vorbitori de alte limbi.